# Discriminare sexuală în relațiile de muncă
Sexismul cu privire la relațiile de muncă apare în mai multe domenii ca de pildă în procentul diferite de persoane din cadrul fiecărui sex, care își găsește un loc de muncă, cu privire la nivelele de salarizare care, în medie, sunt mai mici pentru femei decât pentru bărbați, cu privire la vârsta de pensionare diferită dar și privire la accesul femeilor la poziții de conducere.

## Sexismul din punctul de vedere al angajării
Situația angajaților la nivel european arată o debalansare între numărul de femei angajate și numărul de bărbați angajați. De asemenea există meserii preponderent feminine sau preponderent masculine. La nivel european, femeile angajate tind să se concentreze în câteva sectoare de activitate: 17% dintre femei lucrează în domeniul serviciilor sociale, 12,5% în industria de retail, 11,5% în educație, 7% în administrație publică, 7% în activități din sfera de business, în timp ce în hoteluri și restaurante se regăsesc 5% din totalul femeilor angajate. . Sexismul din punctul de vedere al angajării are loc atunci când angajatorul, din cauza prejudecăților, refuză sa angajeze o persoană pe criteriu de sex.

## Sexismul din punctul de vedere al salarizării
Salariile femeilor la nivel european sunt în medie mai mici decât cele ale bărbaților.
Chiar și în domenii preponderant feminine, precum administrație publică și comerț, salariile bărbaților sunt mai mari decât cele ale femeilor. 
De asemenea prezența femeilor în funcții de conducere este mai redusă. În majoritatea țărilor Uniunii Europene, femeile reprezintă sub 20% din totalul membrilor consiliilor de administrație ale firmelor.
Procentele cele mai mari de reprezentare a femeilor în astfel de poziții de management superior sunt în Bulgaria și Suedia, care ating procentul maxim de 20%. 
In România, principiul salarizării egale pentru munca egala a sexelor este susținut de Articolul 41(4) al Constituției României, de Codul Muncii Art. 6 (3) și Art. 159 (3), și de Legea nr. 202/2002 (privind egalitatea de șanse intre femei și bărbați, republicată) Articolul 7 (c) și Articolul 9 (d).

## Sexismul din punctul de vedere al vârstei de pensionare

### În Europa
La nivel european există norme exprese care recomandă egalizarea vârstelor de pensionare între bărbați și femei. Deja o serie de state europene precum Italia, Germania, Marea Britanie, Belgia sau Finlanda au decis egalizarea vârstelor de pensionare pentru bărbați și femei . 

### În România
În România, în continuare legislația în domeniu prevede vârste diferite de pensionare pentru femei și bărbați. De menționat că, în forma inițială a Legii privind sistemul unitar de pensii publice  adoptată în decembrie 2010, Ministerul Muncii a propus egalizarea vârstelor de pensionare ale bărbaților și ale femeilor exact pentru asigurarea egalității de șanse între femei și bărbați, așa cum acesta este reglementată în directivele europene. Referitor la aceste prevederi, relevantă este Decizia 1237 a Curții Constituționale care afirmă că prevederile Legii privind sistemul unitar de pensii publice în sensul unei "creșteri treptate a vârstei de pensionare a femeii pe parcursul a 15 ani sunt în măsură să asigure adecvarea acestei măsuri la realitatea socială și sa dea un caracter constituțional normei de lege" sunt constituționale. Raportul cu privire la Riscurile și inechitățile sociale în România elaborat de către Administrația Prezidențială în 2009  (Comisia Prezidențială Pentru Analiza Riscurilor Sociale și Demografice) marca, de asemenea, necesitatea egalizării vârstelor de pensionare:
- "Femeile, în prezent cu o speranța medie de viață cu peste 6 ani mai mare decât a bărbaților, vor continua să reprezinte o pondere foarte mare între persoanele vârstnice și între pensionari. Fiind pensionate mai devreme și trăind mai mult, femeile, deși dezavantajate ca nivel al pensiei, beneficiază de fondul de pensii mult mai mulți ani decât bărbații, la ele raportul dintre anii de contribuție și cei de pensie fiind mult mai mic decât la bărbați; acesta este un argument important pentru egalizarea vârstei de pensionare între bărbați și femei."
- "Este necesară creșterea vârstei medii reale de pensionare și egalizarea ei în funcție de gen. [...] Cum în Uniunea Europeană majoritatea țărilor au stabilite vârste de pensionare egale sau în curs de egalizare  între femei și bărbați iar în România în 2014 vom avea o vârstă legală de pensionare de 65 ani pentru bărbați și doar 60 ani pentru femei, este nevoie de decizii strategice pentru creșterea vârstei de pensionare la femei într-un mod echitabil dar cu un impact negativ cât mai redus pentru femei."
- "Acest lucru va avea și alte efecte secundare pozitive: va crește și accesul femeilor la functii de conducere și va crește nivelul veniturilor acestora (și implicit al viitoarei pensii) întrucât se știe că spre sfârșitul carierei se ajunge la vârful ierarhiei în organizații, și salariile sunt mai mari."

Conform variantei inițiale a legii unitare a pensiilor din 2010 (art. 53), vârstele de pensionare trebuiau să crească până în anul 2014, la 60 de ani pentru femei și la 65 de ani pentru bărbați, iar până în anul 2030, atât bărbații, cât și femeile să se pensioneze la aceeași vârstă standard de 65 de ani. . Legea a fost însă re-trimisă în parlament de către președintele Traian Băsescu cu indicații exprese  de a se modifica articolul care prevedea egalizarea vârstelor de pensionare între bărbați  articolul respectiv fiind apoi modificat de așa manieră încât femeile vor ajunge, în timp să se pensioneze la 63 în timp ce bărbații vor continua să se pensioneze la vârsta de 65 de ani . Legea a fost adoptată în 7 decembrie 2010, de către plenul Camerei Deputaților cu 172 de voturi "pentru" . 

#### Deciziile Curții Constituționale a României
În jurisprudența sa Curtea a analizat de mai multe ori critici referitoare la reglementarea vârstelor de pensionare. Aceste critici au vizat diferențele de tratament juridic instituite intre bărbați și femei sub aspectul condițiilor de pensionare, solicitându-se în mod constant egalizarea acestora. Criticile au fost invocate nu doar din perspectiva bărbaților, care s-au considerat discriminați prin obligația de a munci pana la o vârsta mai înaintata decât femeile, așa cum releva Decizia nr. 888 din 30 noiembrie 2006, publicată în Monitorul Oficial al României, Partea I, nr. 54 din 24 ianuarie 2007, dar și din perspectiva femeilor, nemulțumite de faptul că la împlinirea vârstei prevăzute de lege, mai mică decât cea a bărbaților, femeia poate fi pensionata, ceea ce reprezintă o discriminare, o atingere adusa dreptului la munca și o vătămare a dreptului la un nivel de trai decent. În acest sens poate fi amintita Decizia nr. 107 din 1 noiembrie 1995], publicata în Monitorul Oficial al României, Partea I, nr. 85 din 26 aprilie 1996. Pronunțându-se asupra constituționalității soluției legislative care consacră tratamentul diferit dintre sexe, Curtea, prin decizia amintită, a pus în balanță condițiile sociale existente la momentul anului 1995, apreciind că textele de lege criticate reflectă aceste condiții, fiind astfel constituționale. În același timp însă, Curtea observa tendința de schimbare a condițiilor sociale la nivel european și nu excludea, pe viitor, o eventuală reconsiderare a opticii sale. 
Cu toate acestea începând cu anul 2010 (Decizia nr. 1237 din 6 octombrie 2010) Curtea a reținut considerentele Curții de Justiție a Uniunii Europene în fata unor argumente precum cele vizând rolul femeii în familie, argumente pe care, de altfel, Curtea Constituțională le-a avut în vedere în jurisprudența sa de până acum. Plecând de la principiul asigurării unei remunerări egale între femei și bărbați, pentru o muncă egala, Curtea de la Luxemburg, prin Decizia din 13 noiembrie 2008, pronunțată în Cauza Comisia Comunităților Europene contra Italiei C-46/07, dar și prin Decizia din 26 martie 2009, pronunțată în Cauza Comisia Comunităților Europene contra Greciei C-559/07, statua că masurile sociale trebuie să contribuie la asigurarea unei vieți profesionale a femeilor egale cu cea a bărbaților concluzionând că impunerea unor vârste de pensionare diferite nu are aptitudinea de a compensa dezavantajele și greutățile pe care le întâmpină femeile în cariera lor profesională din cauza statutului lor social. De asemenea, s-a amintit că preocuparea pentru creșterea copiilor nu trebuie raportată doar la femei, ci și la bărbați și că, din aceasta perspectivă, situația celor doua sexe este comparabilă. 
Pentru aceste motive, creșterea vârstei de pensionare a femeii pana la 65 de ani a fost considerată a fi constituțională mai ales că aceasta era prevăzută a se realiza pe parcursul a 15 ani, timp în care se preconizează că, în România, condițiile sociale vor suferi schimbări semnificative. Pe parcursul aceleași decizi Curtea afirma, de asemenea, că "dincolo de modificările firești ce apar în societate sub aspectul mentalităților, al culturii, educației și cu privire la tradiții, prevederea unui tratament egal între sexe apare tot mai necesară în contextul curentului european care impune statelor alinierea la standardele unui tratament egal, nediscriminatoriu intre bărbați și femei".

### Contestare
Vârsta de pensionare diferențiată între bărbați și femei a fost cauza a nenumărate procese la Curtea Constituțională în care atât cetățeni bărbați (care s-au considerat nedreptățiți de faptul că sunt obligați să stea mai mulți ani în câmpul muncii) cât și de femei care doreau să poată să continue să lucreze în câmpul muncii până la o vârstă egală cu cea a bărbaților.

## Sarcina probei
În domeniul egalității de tratament intre femei și bărbați, o directiva bazata pe jurisprudența Curții de Justiție a Comunității Europene prevede transferul de obligații între cele două părți (reclamant și pârât). Dacă o persoană se consideră nedreptățită prin neaplicarea principiului egalității de tratament și dacă există o prezumție de discriminare, pârâtul trebuie să dovedească faptul că acest principiu nu a fost încălcat.